# Plebiscito revocatorio del alcalde de Paraíso
El domingo 20 de mayo de 2018 se realizó en el cantón costarricense de Paraíso el segundo plebiscito revocatorio de mandato de un Alcalde Municipal, contra la permanencia en el cargo del titular Marvin Solano Zúñiga. Aunque la opción del «sí» fue la más votada, al no obtener al menos dos tercios de los votos válidamente emitidos el plebiscito no fue vinculante y por tanto Solano no fue destituido, aunque de todas maneras renunciaría al cargo poco después por las pesquisas judiciales en su contra.

## Historia
Este es el segundo plebiscito de tal naturaleza en la historia del país tras el realizado en Pérez Zeledón en 2011. El plebiscito fue aprobado unánimemente por el Concejo Municipal de Paraíso debido a las acusaciones en contra del alcalde Solano incluyendo cuatro causas abiertas en el Ministerio Público, y se programó para el 20 de mayo de 2018. El Tribunal Supremo de Elecciones autorizó la realización del evento y facilitó los materiales necesarios y la debida supervisión. También ordenó al alcalde de inhibirse de tener participación en la organización del mismo. Aunque la participación fue escasa cumplió con el requisito de obtener al menos el 10% del padrón electoral, sin embargo, al no consechar dos tercios de los votos válidamente emitidos el plebiscito no fue vinculante. Solano renunció a su cargo por su propia voluntad poco después.